# Catholicisme en Europe
 (avril 2011).
Si vous disposez d'ouvrages ou d'articles de référence ou si vous connaissez des sites web de qualité traitant du thème abordé ici, merci de compléter l'article en donnant les références utiles à sa vérifiabilité et en les liant à la section « Notes et références ».
L'Église catholique romaine en Europe fait partie de l'Église catholique romaine qui est séparée de l'Église orthodoxe par le schisme d'Orient depuis le XIe siècle, et depuis le XVIe siècle des diverses dénominations de la Réforme, est localisée géographiquement sur le Saint-Siège à Rome en Italie. À peu près un tiers de la population européenne est aujourd'hui catholique. Les catholiques européens ne représentent qu'un quart des catholiques dans le monde (cela est dû historiquement à l'activité missionnaire notamment en Amérique du Sud).

## Statistiques

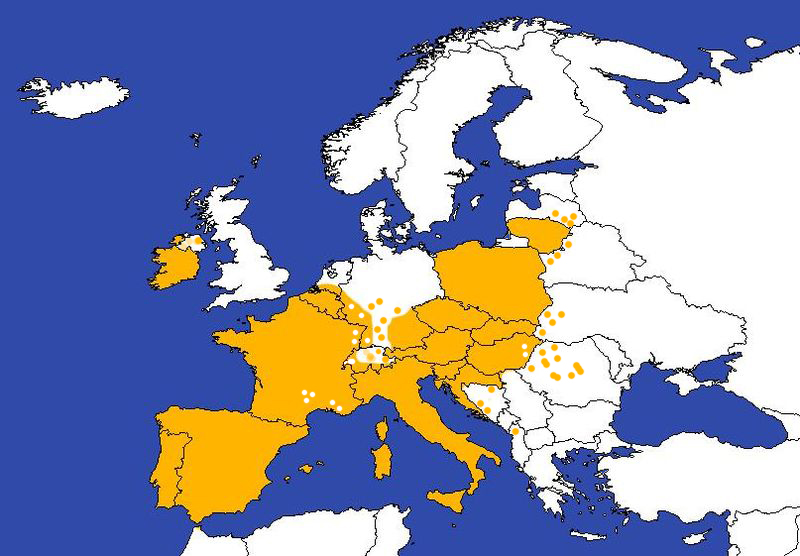
Le catholicisme en Europe.

| Région             | Population Totale | Catholiques | % de catholiques | % dans les catholiques |
| ------------------ | ----------------- | ----------- | ---------------- | ---------------------- |
| Balkans            | 65,407,609        | 6,612,175   | 10.109%          | 0.649%                 |
| Europe centrale    | 74,510,241        | 51,457,684  | 69.061%          | 5.051%                 |
| Europe orientale   | 212,821,296       | 9,505,200   | 4.466%           | 0.933%                 |
| Europe occidentale | 375,832,557       | 168,622,083 | 44.866%          | 16.55%                 |
| Total              | 728,571,703       | 236,197,142 | 32.419%          | 23.183%                |